# Cäthe
Cäthe (* 21. November 1982 in Staßfurt; bürgerlich Catharina Sieland), Eigenschreibweise CÄTHE, ist eine deutsche Liedermacherin und Sängerin.

## Leben und Wirken
Als Catharina Sieland, Tochter eines Schmiedes, sieben Jahre alt war, reiste sie mit ihren Eltern und ihrem Bruder kurz nach der Wende aus der damaligen DDR nach Aalen in Baden-Württemberg aus. Mit zwölf bekam sie ihre erste Gitarre. Die vierzehnjährige Catharina gab ihr erstes Konzert in einer Kneipe namens Bobby Brown.
Sie lernte auf der Berufsfachschule für Musik in Dinkelsbühl. Bei Nebenjobs wie Crêpes verkaufen, Barjobs oder als Weihnachtsmann auf Flohmärkten führte ihr Weg sie über Mannheim nach Hamburg. Dort absolvierte sie an einer Hochschule einen mehrwöchigen Popkurs und zog 2005 ganz in die Hansestadt.
2011 gründete sie eine vierköpfige Begleitband. Ihre selbstgeschriebenen deutschen Texte haben oft einen autobiografischen Bezug.
Größere Bekanntheit erlangte sie durch ihren Auftritt bei Inas Nacht am 8. Oktober 2011. Von ihrem Auftritt wurde ihr Lied Ding zusammen mit neun weiteren Gastauftritten auf der Bonus-CD Inas kleine Nachtmusik mit Ina Müllers Album Ich bin die veröffentlicht. 2013 und 2015 war sie erneut bei Inas Nacht zu sehen. Es folgten Auftritte bei Harald Schmidt und im ZDF-Morgenmagazin.
Am 30. September 2011 erschien ihr erstes Album Ich muss gar nichts bei DEAG Music. Das Album erreichte Platz 56 der deutschen Albumcharts.
Am 24. Mai 2012 erhielt Cäthe den deutschen Musikautorenpreis der GEMA in der Kategorie Rock. 2013 ist sie Preisträgerin des Fred-Jay-Preises für deutschsprachige Liedtexter.
Am 11. und 12. September 2013 war sie Gast beim MTV Unplugged Projekt der Scorpions in Athen und sang mit Klaus Meine den Song In Trance.
Außerdem war sie 2016 eines der vier Jury-Mitglieder in der Castingshow Dein Song vom Fernsehsender KiKa.
Anfang Dezember 2023 veröffentlichte sie gemeinsam mit der Band Erdmöbel den Song Winterblüher und mit Stoppok den Song Wer du wirklich bist.

## Diskografie
Alben

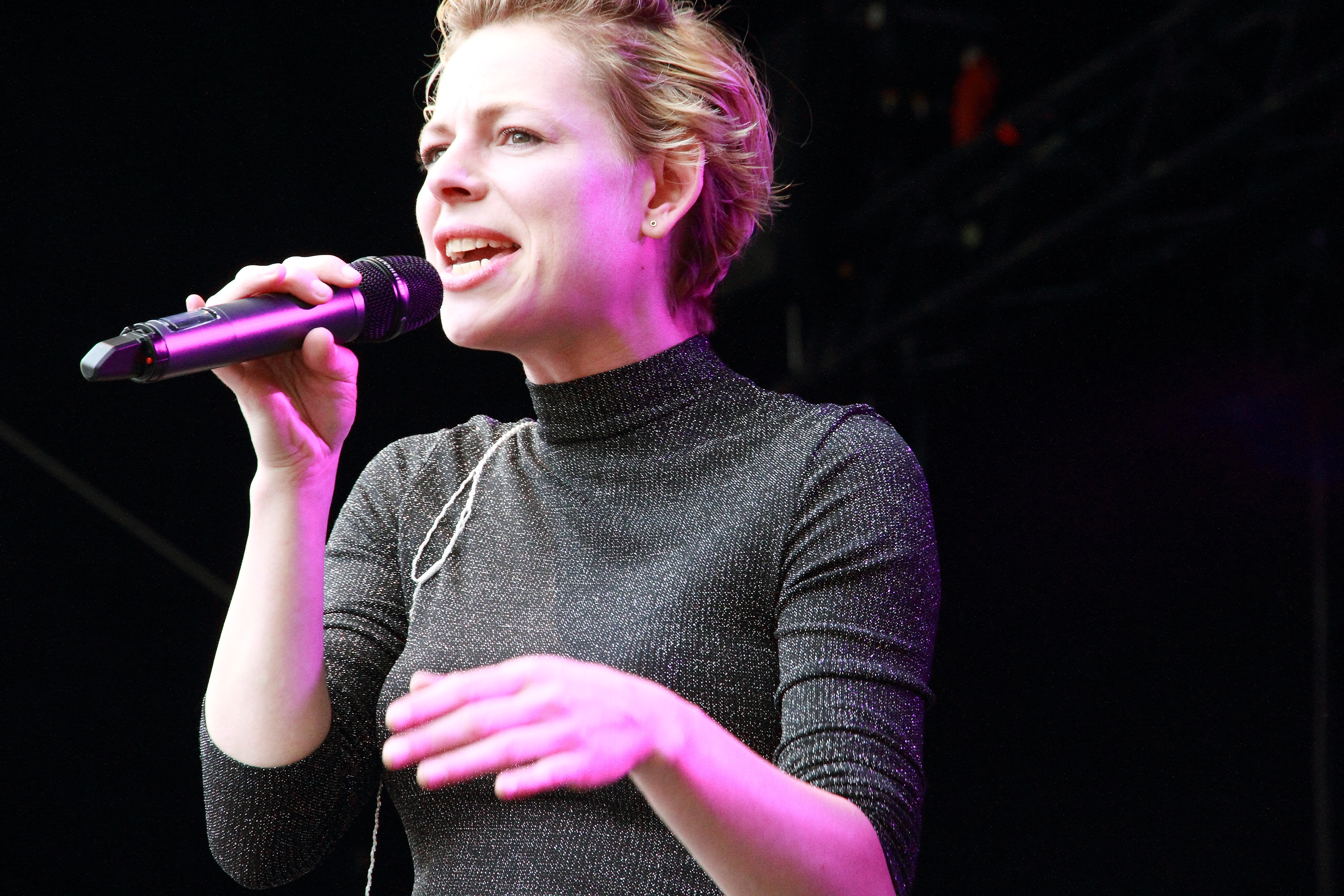
CÄTHE auf dem Rudolstadt-Festival 2016.

- 2011: Ich muss gar nichts (Erstveröffentlichung 30. September 2011)
- 2013: Verschollenes Tier (Erstveröffentlichung 14. Juni 2013)
- 2013: Cäthe Live – Direct 2 Disc Vinyl Session (Erstveröffentlichung 29. November 2013)
- 2015: Vagabund (Erstveröffentlichung 2. Oktober 2015)
- 2022: Chill Out Punk (Erstveröffentlichung 14. Januar 2022)

EPs
- 2011: Señorita (Erstveröffentlichung 28. Januar 2011)

Singles
- 2011: Unter meiner Haut (Erstveröffentlichung 19. August 2011)
- 2011: Tiger Lilly (Erstveröffentlichung 30. September 2011)
- 2012: Ding (Erstveröffentlichung 2. März 2012)
- 2012: Bleib hier (Erstveröffentlichung 23. November 2012)
- 2013: Tabula Rasa (Erstveröffentlichung 14. Juni 2013)
- 2013: Mein Herz mit dir bin ich frei (Erstveröffentlichung 29. November 2013)
- 2014: Hoch oben nah dem Sturm (Erstveröffentlichung: 28. März 2014)
- 2015: Hallelujah (Erstveröffentlichung: 18. September 2015)
- 2019: So bin ich (Erstveröffentlichung: 10. Mai 2019)